# Laila Garin
Laila Miranda Garin (Salvador, 17 de febrero de 1978) es una actriz y cantante brasileña.

## Biografía
Laila Garin nació en Salvador, hija de padre francés y madre brasileña. Es formada en artes escénicas por la Universidad Federal de Bahía.

## Filmografía

### Televisión
| Año           | Título                        | Personaje                | Notas                                |
| ------------- | ----------------------------- | ------------------------ | ------------------------------------ |
| 2010          | Clandestinos: o Sonho Começou | Laila                    |                                      |
| 2011          | Asuntos internos              | Gleisy                   | Episodio: "17 de Novembro de 2011"   |
| 2011          | Som Brasil                    | Ella misma               | Episodio: "Carlos Lyra"              |
| 2012          | Louco por Elas                | Dora                     | Episodio: "27 de Novembro de 2012"   |
| 2013          | A Grande Família              | Leila                    | Episodio: "Cenas de um Descasamento" |
| 2015          | Babilônia                     | Maria José Matos Pimenta |                                      |
| 2015          | Santo Forte                   | Dalva da Cruz Forte      |                                      |
| 2016-17       | Rock Story                    | Laila / Ana Laura Blanco |                                      |
| 2017          | Sob Pressão                   | Bete                     | Episodio: 3                          |
| 2018-presente | 3%                            | Marcela                  |                                      |

### Cine
| Año  | Título          | Personaje |
| ---- | --------------- | --------- |
| 2005 | Eu Me Lembro    | Nandinha  |
| 2010 | Um Outro Ensaio | Ela       |

## Teatro
| Año      | Título                                 | Personaje   |
| -------- | -------------------------------------- | ----------- |
| 1996     | A Casa de Eros                         |             |
| 1996     | Don Juan                               |             |
| 1997     | Medeia                                 |             |
| 1998     | Roberto Zucco                          |             |
| 1999     | Lábaro Estrelado                       |             |
| 2001     | O Tempo e os Conways                   |             |
| 2002     | Grease, o Musical                      | Marty       |
| 2004     | Porti-Nari                             |             |
| 2005     | A Sombra de Quixote                    |             |
| 2007     | O Homem Provisório                     |             |
| 2009     | Os Figurantes                          |             |
| 2009     | Moi et Mon Cheveu                      |             |
| 2010     | Eu te amo Mesmo Assim - O Musical      |             |
| 2012     | Enlace - A Loja do Ourives - O Musical | Malina      |
| 2012     | Gonzagão, a Lenda - O Musical          | Branca      |
| 2013     | Elis - A Musical                       | Elis Regina |
| 2015     | O Beijo no Asfalto - O Musical         | Selminha    |
| 2016–17  | Gota D'Água [a seco] - O Musical       | Joana       |
| 2017- 18 | 2 Filhos de Francisco - O Musical      | Helena      |